# Jeanne de Loos-Haaxman
Jeanne Maria Cornelia de Loos-Haaxman (Den Haag, 3 november 1881 - Rotterdam, 1 mei 1976) was een Nederlandse kunsthistorica.

## Leven en werk
De Loos-Haaxman werd in 1881 geboren als jongste dochter van de Haagse journalist Pieter Anne Haaxman en van Janetta Maria Wijnkamp. Zij was een kleindochter van de Delftse kunstschilder Pieter Alardus Haaxman.  Zij werd opgeleid aan de Koninklijke Academie van Beeldende Kunsten in Den Haag. Daar behaalde ze de aktes tekenen en kunstgeschiedenis. Vanwege haar werk als anatomisch tekenaar volgde zij de studie medicijnen aan de Leidse Universiteit. In 1909 trouwde ze met de jurist Wolter de Loos. Na  kortstondige verblijven in Brussel en in Leiden vertrokken zij naar Nederlands-Indië. Hier ontdekte zij de slechte toestand waarin de collectie portretten van landvoogden zich bevond. Zij adviseerde de gouverneur-generaal om de portretten te restaureren en werd vervolgens aangesteld als conservator van 's lands schilderijenverzameling in Batavia. Dit vormde tevens het startpunt van haar kunsthistorische studie naar het werk van westerse kunstenaars in Nederlands-Indië, waarover zij in 1941 een tweedelig werk, Verlaat rapport Indië, publiceerde. Zij nam het initiatief om in Batavia een bruikleenmuseum te realiseren waar moderne westerse kunst werd tentoongesteld. De Loos-Haaxman verrichtte onderzoek om het particuliere bezit van kunst op Java te inventariseren. Daarnaast schreef zij over kunst in de Javabode en gaf les in tekenen en kunstgeschiedenis.

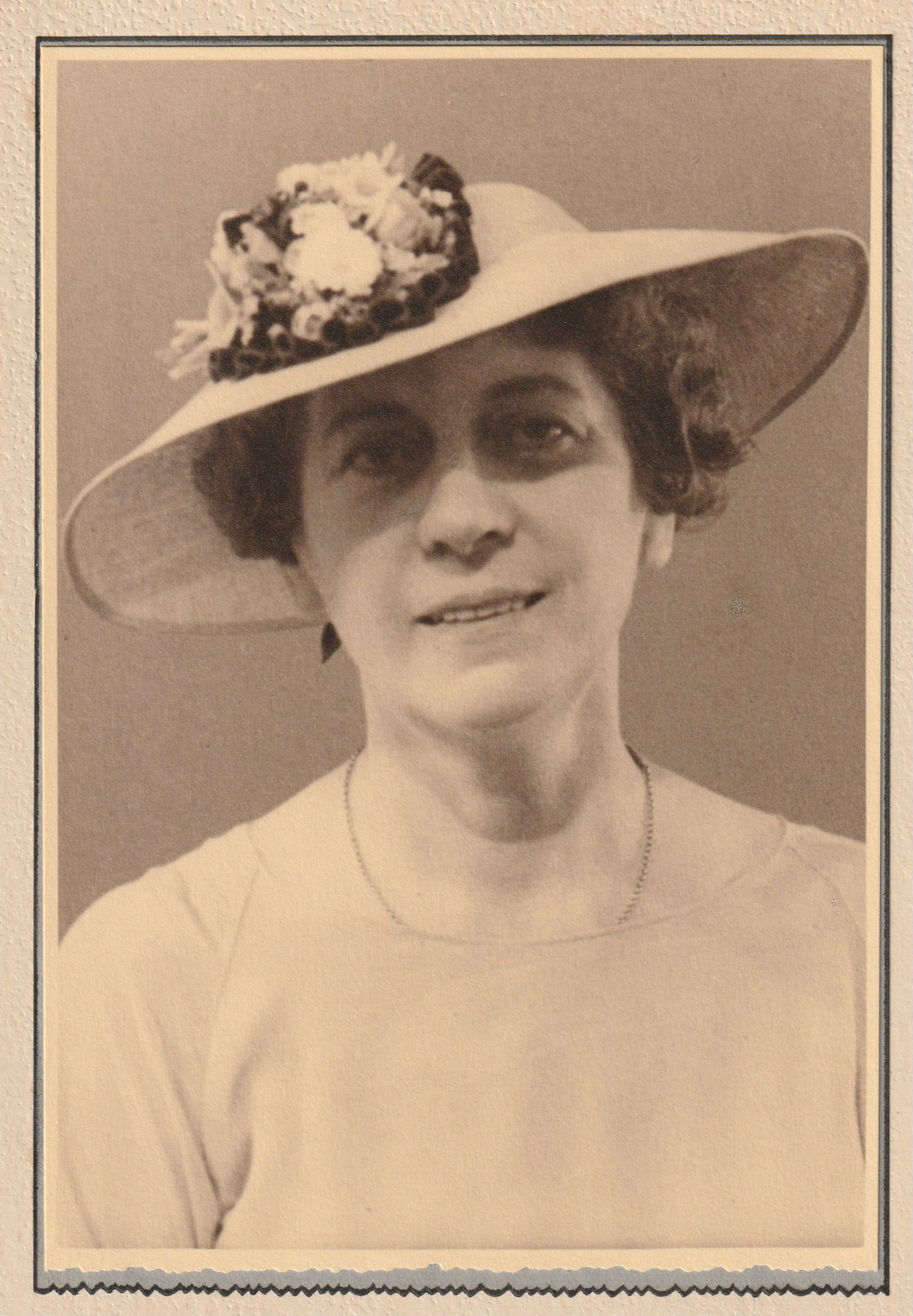
Jeanne de Loos-Haaxman, Batavia 1938

Na haar terugkeer naar Nederland en het overlijden van haar man in 1950 werkte ze samen met haar dochter Jeanne Terwen-de Loos. Voor de door haar dochter geschreven tentoonstellingscatalogus Nederlandse schilders en tekenaars in de Oost: 17de-20ste eeuw schreef zij de inleiding. Deze tentoonstelling - van 19 oktober 1972 tot 10 december 1972 in het Rijksmuseum Amsterdam - werd georganiseerd in samenwerking met de mede door haar opgerichte Stichting Cultuurgeschiedenis van de Nederlanders Overzee en was gebaseerd op haar werk Verlaat rapport Indië, dat zij aan haar dochter had opgedragen.
De Loos-Haaxman werd in 1935 benoemd tot ridder in de Orde van Oranje-Nassau. In 1945 werd ze benoemd tot  lid van de Maatschappij der Nederlandse Letterkunde. Zij overleed in mei 1976 te Rotterdam op 94-jarige leeftijd.